# Anthomyia limbinervis
Anthomyia limbinervis este o specie de muște din genul Anthomyia, familia Anthomyiidae. A fost descrisă pentru prima dată de Macquart în anul 1843. Conform Catalogue of Life specia Anthomyia limbinervis nu are subspecii cunoscute.